# There Is No 13
Pour plus de détails, voir Fiche technique et Distribution.
There Is No 13 est un film américain réalisé par William Sachs, sorti en 1974.

## Synopsis
Pendant la Guerre du Viêt Nam, un soldat américain se souvient de ses douze amantes.

## Fiche technique
- Titre : There Is No 13
- Réalisation : William Sachs
- Scénario : William Sachs
- Musique : Riz Ortolani
- Photographie : Ralf D. Bode
- Montage : Michael Billingsley et George T. Norris
- Production :
- Société de production : Bill & Margaret Features et Unset Films
- Pays de production :  États-Unis
- Genre : Drame, romance et guerre
- Durée : 113 minutes
- Dates de sortie : 
  - Allemagne : juin 1974 (Berlinale)
  - États-Unis : janvier 1977

## Distribution
- Mark Damon : George Thomas
- Margaret Markov : Numéro 11
- Harvey Lembeck : George âgé
- Jean Jennings : Numéro 12
- Lee Moore : Dr. Honneycutt
- Reuben Schafer : M. A
- Bonnie Inch : Rosie
- Roz Kelly : Astrabeth Birdie
- Buddy Clayton : Orange Julius Counterman
- Melissa West-Martin : la fille qui n'existe pas
- Steve Holland : le sergent
- John Tallman : le caporal

## Distinctions
Le film a été présenté en sélection officielle en compétition lors de la Berlinale 1974.